# Alexandre Cuéllar i Bassols
Alexandre Cuéllar i Bassols (Olot, 18 de setembre de 1913 - 2 de gener de 2006), fou secretari d'ajuntament i escriptor. Es llicencià en Dret i Administració Local per la Universitat de Barcelona. Va exercir de secretari als ajuntaments de Sa Pobla (Mallorca) (1943-59) i d'Olot (Garrotxa) (1959-79). Va mantenir permanentment la seva vinculació amb Mallorca, passant-hi sempre els estius al Barcarès, (Alcúdia). Aquests llocs de residència es troben molt sovint referits en la seva obra literària i periodística. El seu fons documental es conserva a l'Arxiu Comarcal de la Garrotxa.

## Obra literària
La seva obra de ficció s'inspira en fets i personatges reals, sovint identificables, d'un costumisme amable i amè.
Ha escrit teatre:
- “Els horitzons de la vida” (1932) Premi de Teatre del Rector de la UB,
- “Una Història inexplicable” (1960), Premi Ciutat d'Olot
- “El bosc de la senyora àvia” (1960), Premi de Teatre Ciutat de Palma;

Narrativa breu:
- “Café de plaça” (1965),
- “Història de Binialfar” (1982),
- “El meu últim cuplet i altres escrits” (1987), i
- “Visita oficial” (1989);

Llibres de memòries i viatges:
- “Viatge pels pobles de la Garrotxa” (1987),
- “Olot en el record” (1988),

Així com la biografia del pintor Iu Pasqual (1983) i
- “Els sants d'Olot” (1985).

També va ser col·laborador de la Revista de Girona i del Diari de Girona, articles recollits a “Estampes d'un segle” (2000) i va escriure nombrosos guions radiofònics així com una guia d'Olot i la Garrotxa (1977 i 1988).
A sa Pobla és especialment recordat per ser l'impulsor de la incorporació, l'any 1952, del ball dels caparrots a les Festes de Sant Antoni, actualment un dels elements centrals de la celebració, motiu pel qual va rebre un homenatge l'any 2004.